# Satellietstad
Een satellietstad is een stad, die vlak buiten een belangrijkere grote stad ligt, die in de regel een eigen stads(deel)bestuur heeft, maar toch tot het stedelijke gebied van de centrale stad gerekend wordt. Voorbeelden in België zouden Halle en Vilvoorde in de Brusselse agglomeratie kunnen zijn, of zelfs Aalst en Waver die in het stedelijk gebied van Brussel liggen. Nederlandse voorbeelden zijn Amsterdam-Zuidoost, Hoogvliet (gemeente Rotterdam), Leidschenveen-Ypenburg in Den Haag en Leidsche Rijn (gemeente Utrecht). Ook wat verder weg gelegen nieuwbouwsteden, met een eigen gemeentebestuur, zoals Zoetermeer en Nieuwegein, worden als een satellietstad beschouwd, daar zij geheel gericht zijn op de grotere stad in de nabijheid. De meeste van deze satellietsteden zijn vanaf de jaren zestig van de 20e eeuw gebouwd als onderdeel van het 'overloopbeleid'. Het begrip satellietstad is nauw verweven met het begrip 'voorstad', waarbij voor een voorstad de voorwaarde wordt gesteld dat deze deel uitmaakt van de stedelijke agglomeratie van de centrale stad. Zo kunnen satellietsteden evolueren tot voorsteden door de groei van de stad.
Enkele voorbeelden buiten Nederland en België:
- de Villes nouvelles rond enkele Franse steden: bijvoorbeeld Cergy-Pontoise, Sénart en Villeneuve-d'Ascq
- Ciudad Satélite in de buurt van Mexico City (nu een voorstad)
- Crawley en Slough in de buurt van Londen
- Heliopolis in de buurt van Caïro (nu een buitenwijk)
- Galveston in de buurt van Houston
- Ann Arbor in de buurt van Detroit